# ショーン・パートウィー
ショーン・パートウィー（Sean Carl Roland Pertwee、1964年6月4日 - ）は、イングランドの俳優、声優。

## 概略
ロンドン・ハマースミス出身。父親はテレビドラマ『ドクター・フー』の3代目ドクターを演じた俳優のジョン・パートウィー。ブリストル・オールド・ヴィック演劇学校に学んだ後、ロイヤル・シェイクスピア・カンパニーで舞台に立つ。
映画やテレビドラマに広く出演、特にテレビドラマ『エレメンタリー ホームズ&ワトソン in NY』のロンドン警視庁刑事ギャレス・レストレード役や、『GOTHAM/ゴッサム』のブルース・ウェインの執事アルフレッド・ペニーワース役で知られるほか、ビデオゲームの声優としても活躍している。
1997年にジュード・ロウ、サディ・フロスト、ジョニー・リー・ミラー、ユアン・マクレガーらと共に映画制作会社ナチュラル・ナイロンを立ち上げたが、2003年に解散した。

## 主な出演作品

### 映画
- プリック・アップ Prick Up Your Ears (1987)
- ロンドン・キルズ・ミー London Kills Me (1991)
- スウィング・キッズ Swing Kids (1993)
- ダーティ・ウィークエンド Dirty Weekend (1993)
- ショッピング Shopping (1994)
- ザ・フーリガン I.D. (1995)
- ブルー・ジュース Blue Juice (1995)
- NO EXIT 海上の惨劇 Deadly Voyage (1996) テレビ映画
- イベント・ホライゾン Event Horizon (1997)
- タロス・ザ・マミー/呪いの封印 Tale of the Mummy (1998)
- ソルジャー Soldier (1998)
- チューブ・テイルズ Tube Tales (1999)
- ロンドン・ドッグス Love, Honour and Obey (2000)
- セブンD Seven Days to Live (2000)
- ケミカル51 The 51st State (2001)
- ドッグ・ソルジャー Dog Soldiers (2002)
- リベリオン Equilibrium (2002)
- ジュリアス・シーザー Julius Caesar (2002) テレビ映画
- サンタクロース ユアン少年と小さな英雄 The Adventures of Greyfriars Bobby (2005)
- GOAL! Goal! (2005)
- ルネッサンス Renaissance (2006) アニメ映画、声の出演
- ラストフロント -1944英米連合軍マーケット・ガーデン作戦- The Last Drop (2006)
- 処刑島 Wilderness (2006)
- GOAL!2 Goal II: Living the Dream (2007)
- デンジャラス・パーキング Dangerous Parking (2007)
- ツイてない男 Botched (2007)
- ドゥームズデイ Doomsday (2008)
- ミュータント・クロニクルズ Mutant Chronicles (2008)
- 4.3.2.1. 4.3.2.1. (2010)
- ラン・オブ・ザ・デッド Devil's Playground (2010)
- 4 FOUR Four (2011)
- UFO 侵略 Alien Uprising (2012)
- 復讐少女 The Seasoning House (2012)
- デビルズ・トレイン Howl (2015)
- デ・ヴィル家への招待状 The Invitation (2022)

### テレビドラマ
- 名探偵ポワロ Agatha Christie's Poirot (1989, 2013)
- 修道士カドフェル Cadfael (1994)
- レジェンド・オブ・エジプト Cleopatra (2010) ミニシリーズ
- イン・ザ・ビギニング In the Beginning (2000) ミニシリーズ
- ウェイキング・ザ・デッド 迷宮事件特捜班 Waking the Dead (2003)
- アガサ・クリスティー ミス・マープル Agatha Christie's Marple (2006)
- ザ・ローマ 帝国の興亡 Ancient Rome: The Rise and Fall of an Empire (2006) ミニシリーズ
- 20世紀"核"の内幕 〜米ソ対立とスパイ戦争〜 Nuclear Secrets (2007) ミニシリーズ
- CAMELOT 〜禁断の王城〜 Camelot (2011)
- 刑事ジョー パリ犯罪捜査班 Jo (2013)
- エレメンタリー ホームズ&ワトソン in NY Elementary (2013)
- GOTHAM/ゴッサム Gotham (2014-2019)
- プロディガル・サン 殺人鬼の系譜 Prodigal Son (2019)
- アガサ・クリスティー 蒼ざめた馬 The Pale Horse (2020)